# التعليم في الدولة العثمانية

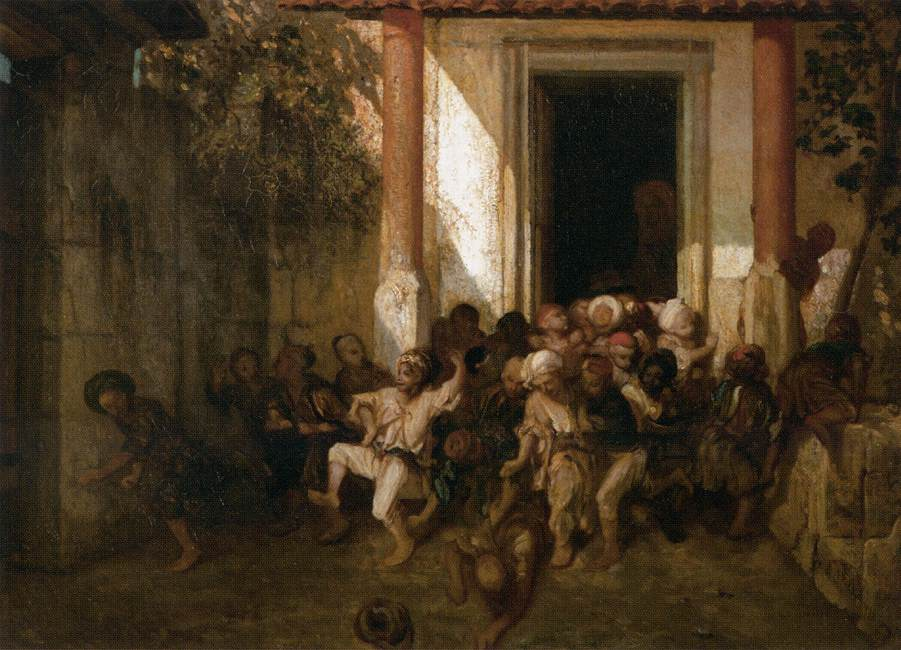
لوحة فنية عن خروج الطلبة الأتراك من مركز التعليم بعد انتهاء الحصة الدراسية.

التعليم في الدولة العثمانية، عبارة تشير إلى حالة التعليم في الولايات العثمانية أثناء حكم الدولة العثمانية.
منذ نشوء الدولة العثمانية اهتمت بالتعليم وأنشأت المدارس وكانت المدارس هي من تمد الدولة بالموظفين.
وكان السلاطين العثمانيون دائما ما يطورون نظام التعليم ويقدمون الدعم له.
أول مدرسة تم افتتاحها هي مدرسة في مدينة إزميد التي افتتحت سنة 728هـ/1327م

## لغة التعليم
على الرغم من اتخاذ الدولة العثمانية اللغة العثمانية لغة رسمية لها فإنها لم تسع إلى تغيير البنية اللغوية في الولايات التابعة لها.
فالعثمانيون رغم استعمالهم اللغة العثمانية في مؤسسات الدولة فإنهم لم يدرسوا هذه اللغة للشعب في أي مؤسسة من المؤسسات.
كانت اللغة العربية هي السائدة في جميع المدارس والجامعات العثمانية.
في حين استخدمت اللغة العثمانية في الأعمال الحكومية فقط.

## الكتب المقررة
في وثيقة عثمانية مؤرّخة بعام 973هـ 1565م برقم (2803 – E) في أرشيف طوبقبو سراي بإسطنبول، نجد قائمة بالكتب الموزّعة على المدرسين في المدارس العثمانية، وبيانها كالتالي:
- في التفسير: كتاب الكشاف للزمخشري، وتفسير القاضي البيضاوي، وتفسير القرطبي، وتفسير الكاشاني، وتفسير الأصفهاني، وسعد الدين وقطب الدين،
- وفي الفقه واللغة: الهداية للميرغناني، والنهاية، وغاية البيان، وفتاوى قاضي خان، والبزودي، وشرح النووي على صحيح مسلم. وهي كلها باللغة العربية.[7]

## تعليم الطب
تم إنشاء أول جامعة للطب في الدولة العثمانية أواخر القرن الرابع عشر في عهد السلطان يلدرم بايزيد في مدينة بورصةالتي كانت عاصمة الدولة العثمانية وقتها.
ثم تم إنشاء المجمع الطبي في القرن الخامس عشر.

### اكتشاف الجراثيم والميكروبات
اكتشف الشيخ آق شمس الدين الميكروبات قبل لويس باستور حيث قال:«من الخطأ تصور أن الأمراض تظهر على الأشخاص تلقائيًّا، فالأمراض تنتقل من شخص إلى آخر بطريق العدوى. هذه العدوى صغيرة ودقيقة إلى درجة عدم القدرة على رؤيتها بالعين المجردة، لكن هذه العدوى تحصل بواسطة بذور حية صغيرة»

### طريقة التدريس
كانت تلقى المحاضرات العلمية نظريا ويجري تطبيقها في مدرسة الطب وكان الطلاب يزاولون التدريبات في المستشفيات تحت إشراف الأطباء

### المشافي العثمانية
كان يشرف على كل دار من هذه الدور طبيب - ثم زيد إلى اثنين من حُذَّاق الأطباء من أي جنس - كان يعاونهما كحّال (أي طبيب عيون) وجراح وصيدلي وجماعة من الخدم والبوابين، ويشترط في جميع المشتغلين بالمستشفى أن يكونوا من ذوي القناعة والشفقة والإنسانية، ويجب على الأطباء أن يعودوا المرضى مرتين في اليوم، وأن لا تُصرَف الأدوية للمرضى إلا بعد التدقيق من إعدادها، وكان يشترط في طباخ المستشفى أن يكون عارفًا بطهي الأطعمة والأصناف التي توافق المرضى منها، وكان العلاج والأدوية في هذا المستشفى بالمجان ويغشاه جميع الناس بدون تمييز بين أجناسهم وأديانهم.

## الكليات العثمانية
اهتمت الدولة العثمانية بتدريس العلوم الدينية والدنيوية وأنشأت الجامعات لتدريس هذه العلوم. في جميع أنحاء الدولة العثمانية
وأشهر هذه الجامعات والكليات:
- جامعة إسطنبول أقدم جامعة عثمانية أسسها محمد الفاتح عام 1453 في نفس عام فتح القسطنطينية ومنذ إنشائها كانت تدرس العلوم الدينية وعلوم الفضاء والرياضيات والاجتماع والحقوق والآداب والطب.[13]
- كلية السليمانية تم بناؤها عام 1550 بأمر من السلطان سليمان القانوني وتضم الكلية خمسة عشر قسما وأبنية لأربع مراحل لتخريج الطلاب كما تضم كلية طب ومدرسة دار الحديث وعدة مدارس أخرى.[14]
- كلية ياووز سليم أنشأها السلطان سليمان القانوني لتخليد ذكرى والده السلطان سليم الأول يوجد بالكلية مدرسة لتخريج الأئمة ودار الشفاء ومدرسة للفتيان وحمام.[15][16]
- كلية النور العثمانية بنيت بأمر من السلطان محمود الأول عام 1730 وانتهى بناؤها عام 1754 في عهد السلطان عثمان الثالث وتتضمّن الكلية إلى جانب الجامع والمدرسة، مكتبة ومقبرة ومطعما خيريا للفقراء وسبيل ماء، ومجموعة من الدكاكين.[17]
- كلية يني جامع بدأت عملية إنشاء الكلية عام 1589 لكنها استمرت وقتا طويلا حتى افتتحت الكلية عام 1663.[18]

## التعليم في عهد محمد الفاتح
كان السلطان محمد الفاتح لا يسمع عن عالم أصابه عوز وإملاق إلا بادر لمساعدته
وفي عهده تم بناء 52 مكتبا لتعليم القرآن و53 مدرسة ومكتبة واحدة ودار استشفاء ومستشفيين وكلية طب
كما تم إنشاء مدارس للصم والبكم والعميان في عهد محمد الفاتح.

## التعليم في عهد سليمان القانوني
كان التعليم مجالا مهما للسلطان. منحت مدارس المساجد والتي تمولها المؤسسة الدينية تعليما مجانيا لأطفال المسلمين وكانت متقدمة على تلك في الدول النصرانية في ذلك الوقت. في العاصمة، زاد سليمان عدد المدارس إلى أربعة عشر تعلم الصغار القراءة والكتابة ومبادئ الإسلام. وأمكن للأطفال الذين رغبوا مواصلة تعليمهم الشروع في واحدة من ثمانية مدارس جامعة، والتي شملت شعبها قواعد اللغة والميتافيزيقيا والفلسفة وعلم الفلك والتنجيم. منحت المدارس الجامعة العليا تعليما بدرجة جامعات اليوم، وأصبح خريجوها أئمة أو معلمين. شملت المراكز التعليمية في كثير من الأحيان واحدا من المباني العدة المحيطة بباحات المساجد أما المباني الأخرى فكان بها المكتبات وقاعات الطعام والنوافير ومطابخ الحساء والمستشفيات لصالح العامة.
وعلى إثر شعور الدولة العثمانية بضرورة التطور في العلوم الرياضية والطبية أقام السلطان أربع مدارس لعلوم الرياضيات ومدرسة للطب ومدرسة دار الحديث، وفي عام 1557 م تم إنشاء كلية السليمانية بإشراف المعمار سنان، وحسب ما روى المؤرخ (باجوي) عمل في بناء الكلية 3523 عامل وتم صرف مبالغ كبيرة عليها وتم نقل مختلف أنواع الأحجار والأعمدة إليها من جزيرة بوزجه وازميت وغزة ولبنان وغيرها من المدن، وقُسّمت الكلية إلى 15 قسم من بين أقسامها الجامع ومدرسة الطب ومشفى الأمراض العقلية، ومدرسة الحديث والمطبعة ودار الضيافة وضريح المعمار سنان.
وأنشا المدارس المجانية لعموم الرعية وطور مراكز التعليم ورفعها إلى مصاف الجامعات
ففي منتصف القرن السادس عشر كان في الأناضول مئات المدارس التي تخرج القضاة. وفي عام 1529 كان يوجد في أدرنة أربع عشرة مدرسة. بعد إنشائه للعديد من المدارس وضع لها نظاما للدراسة والعمل فيها؛ فقد نظّم السلطان سليمان التعليم في تلك المدارس في اثنتي عشرة درجة، ولكل درجة اسمها الخاص، وعلى كل طالب أن يحصل على «إجازة» قبل أن ينتقل إلى الدرجة التالية، وعندما يصل إلى الدرجة السادسة «صحن الثمان» فإنه يُسمح له أن يعمل «مساعد مدرس» في الدرجات الأولى، ويعيد مع الطلاب ما كانوا قد أخذوه من أساتذتهم، ويُسمى «معيدًا». وفي هذه الحالة يتوقف عن كونه «صوفته» أي متشوق للعلم، وإذا أراد أن يصل لمنزلة «المدرس» عليه أن يُتابع تعلمه في الدرجات الست الأعلى المتبقية، والحصول على «إجازاتها»، وإذا تمكن من الحصول على هذه التراتبية الأكاديمية، كان عليه أن يبدأ التدريس في المرحلة الدنيا، ثم يرتقي تدريجيًّا نحو العليا، عبر الدرجات التسع الأولى من أصل الاثنتي عشرة درجة، ولا يصبح مرشحًا لمنصب «الملاّ» أو «القاضي الكبير» إلا بعد الوصول إلى الدرجة التاسعة من التدريس على الأقل.
ونتيجة للاهتمام بالتعليم في عام 1539 كانت تجرى في مدينة عينتاب وهي في المناطق النائية في الأناضول عمليات جراحية في الكلية.

## المكتبات العامة
أول مكتبة علمية مستقلة عن المدارس تم تأسيسها في عهد السلطان محمد الفاتح عام 1459 في ساحة جامع أيوب، ولتطوير المكتبة وتوسيع مدى فائدتها أسس السلطان محمد الفاتح ما بين عامي 1463 ـ 1470 8 مدارس تعليمية بالقرب منها، ودعا العلماء المسلمين وغير المسلمين حول العالم للقدوم إلى إسطنبول لإجراء بحوثهم ونقل خبراتهم وأفكارهم القيمة لطلاب المدارس.
وصل عدد كتب مكتبة أيوب التي أسسها السلطان محمد الفاتح إلى 839 كتاب بحلول عام 1470، وقد دعم السلطان إنشاء المكتبات في عدد من المدن العثمانية الأخرى، وخصص حصة من الميزانية العامة للدولة لإنشاء المكتبات والاهتمام بها.